# Mesh-He

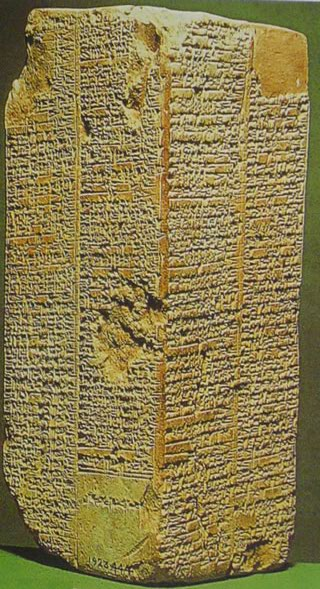
Lista de reyes sumerios.

Mesh-He de Uruk "El Herrero" fue el décimo gobernante de Sumeria en la Primera Dinastía de la ciudad estado Uruk (ca. siglo XXVI a. C.), durante un período de treinta y seis años según la Lista Real Sumeria.
| Predecesor: En-nun-tarah-ana | Rey de Uruk I siglo XXVI a. C. | Sucesor: Melem-Ana |